# Lista siturilor arheologice din județul Neamț - Ț
Lista siturilor arheologice din județul Neamț - Ț conține toate siturile arheologice din județul Neamț înscrise în Repertoriul Arheologic Național (RAN) și aflate în localități al căror nume începe cu litera Ț. RAN este administrat de Ministerul Culturii și Patrimoniului Național și cuprinde date științifice, cartografice, topografice, imagini și planuri, precum și orice alte informații privitoare la zonele cu potențial arheologic, studiate sau nu, încă existente sau dispărute.
Puteți căuta un sit din localitățile care încep cu litera Ț folosind formularul de mai jos sau puteți naviga prin toate siturile din județ la Lista siturilor arheologice din județul Neamț.
| Cod RAN      | Denumire                                                                                               | Localitate                   | Adresă      | Datare            | Descoperit | Coordonate                                    | Imagine           | Erori            |
| ------------ | --- | ---------------------------- | ----------- | ----------------- | ---------- | --------------------------------------------- | ----------------- | ---------------- |
| 123460.01.01 | Situl arheologic de la Țolici-Hălăbutoaia / ansamblu anonim (Categorie: locuire civilă) (Tip: Așezare) | sat Țolici, comuna Petricani | Hălăbutoaia | Cucuteni - B      |            |                                               | Încărcați imagine | Raportați eroare |
| 123460.01.02 | Situl arheologic de la Țolici-Hălăbutoaia / ansamblu anonim (Categorie: locuire civilă) (Tip: Locuire) | sat Țolici, comuna Petricani | Hălăbutoaia | Cucuteni - A-B    |            |                                               | Încărcați imagine | Raportați eroare |
| 123460.01.03 | Situl arheologic de la Țolici-Hălăbutoaia / ansamblu anonim (Categorie: locuire civilă) (Tip: Locuire) | sat Țolici, comuna Petricani | Hălăbutoaia | Starčevo - Criș   |            |                                               | Încărcați imagine | Raportați eroare |
| 123460.02.01 | Așezarea eneolitică de la Țolici - "În Cimitir" / ansamblu anonim (Categorie: așezare) (Tip: așezare)  | sat Țolici, comuna Petricani | În Cimitir  | Precucuteni - III | 2008       | 47°06′54″N 26°26′48″E / 47.11505°N 26.44666°E | Încărcați imagine | Raportați eroare |